# Magdalena Jasińska

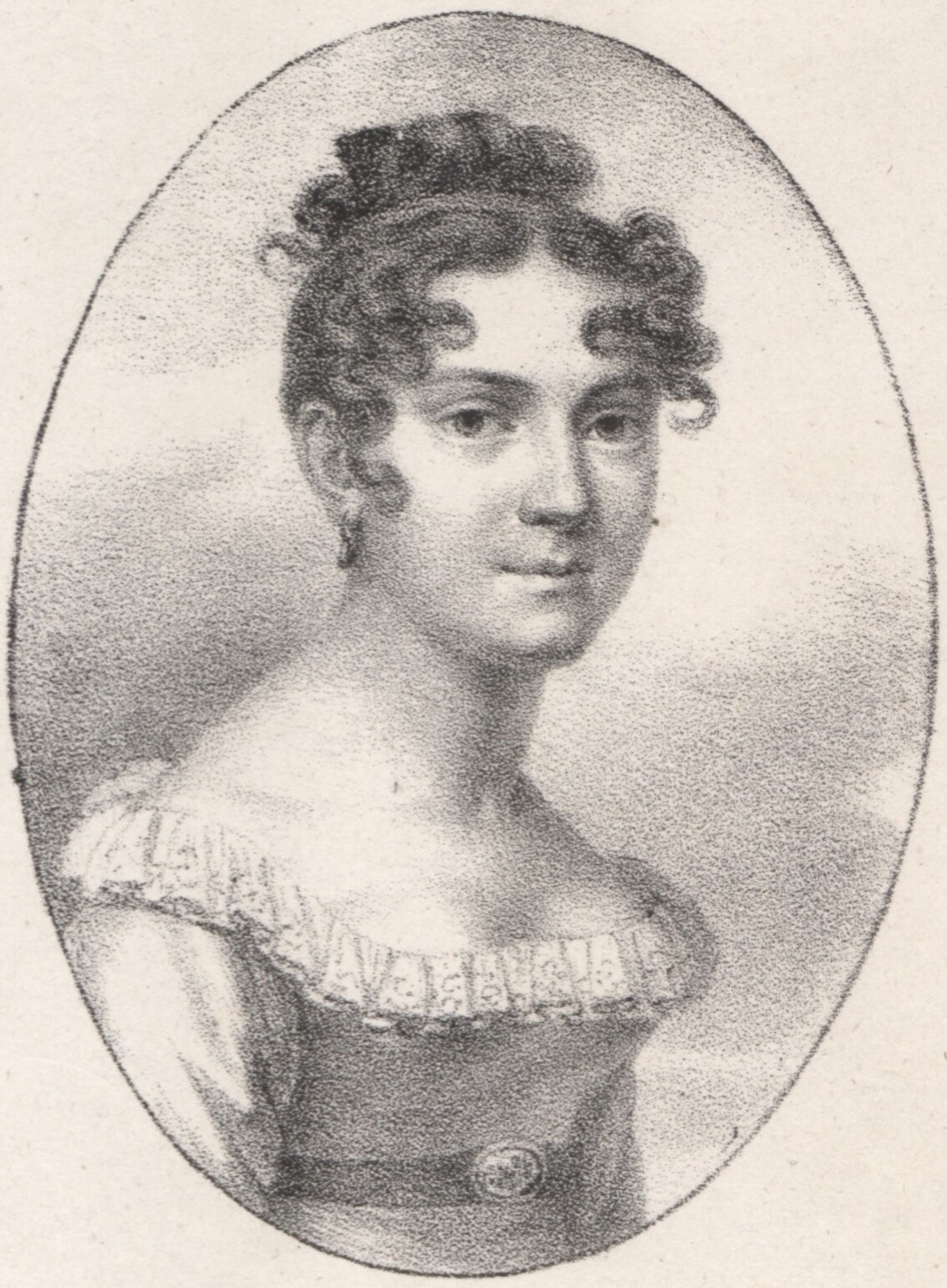
Magdalena Jasińska

Magdalena Jasińska, född 1770, död 1800, var en polsk skådespelare och operasångare, aktiv 1785–1800. 
Hon tillhörde en fattig adelsfamilj, och blev omhändertagen av släktingar, familjen Pierożyński. Hon framträdde vid hovteatern i Nesvizj, där hon uppmärksammades för sin sång av Wojciech Bogusławski, som 1785 engagerade henne i teatern i Vilnius. Hon gifte sig med sin kollega Wojciech Jasiński.
1786 debuterade hon på nationalteatern i Warszawa, där hon var verksam de följande tre åren. Efter ett mellanspel i Kraków och Lwów 1789–1793 var hon återigen verksam i Warszawa 1793–1799. Hon var mycket populär under sin samtid och spelade ofta de större rollerna i de teatrar där hon var aktiv. I början av sin karriär gjorde hon ofta sångroller inom opera, men fokuserade senare enbart på teater sedan hennes röst tagit skada. Hon gjorde både komedi och tragedi, vilket inte var självklart på den tiden, och ansågs vara särskilt i drottningroller och komiska roller. 
Som privatperson blev hennes olyckliga kärlekshistorier med Wojciech Jasiński (som övergav henne) och D. Kaczkowski föremål för litterära verk.